# Passeig del Born (Barcelona)

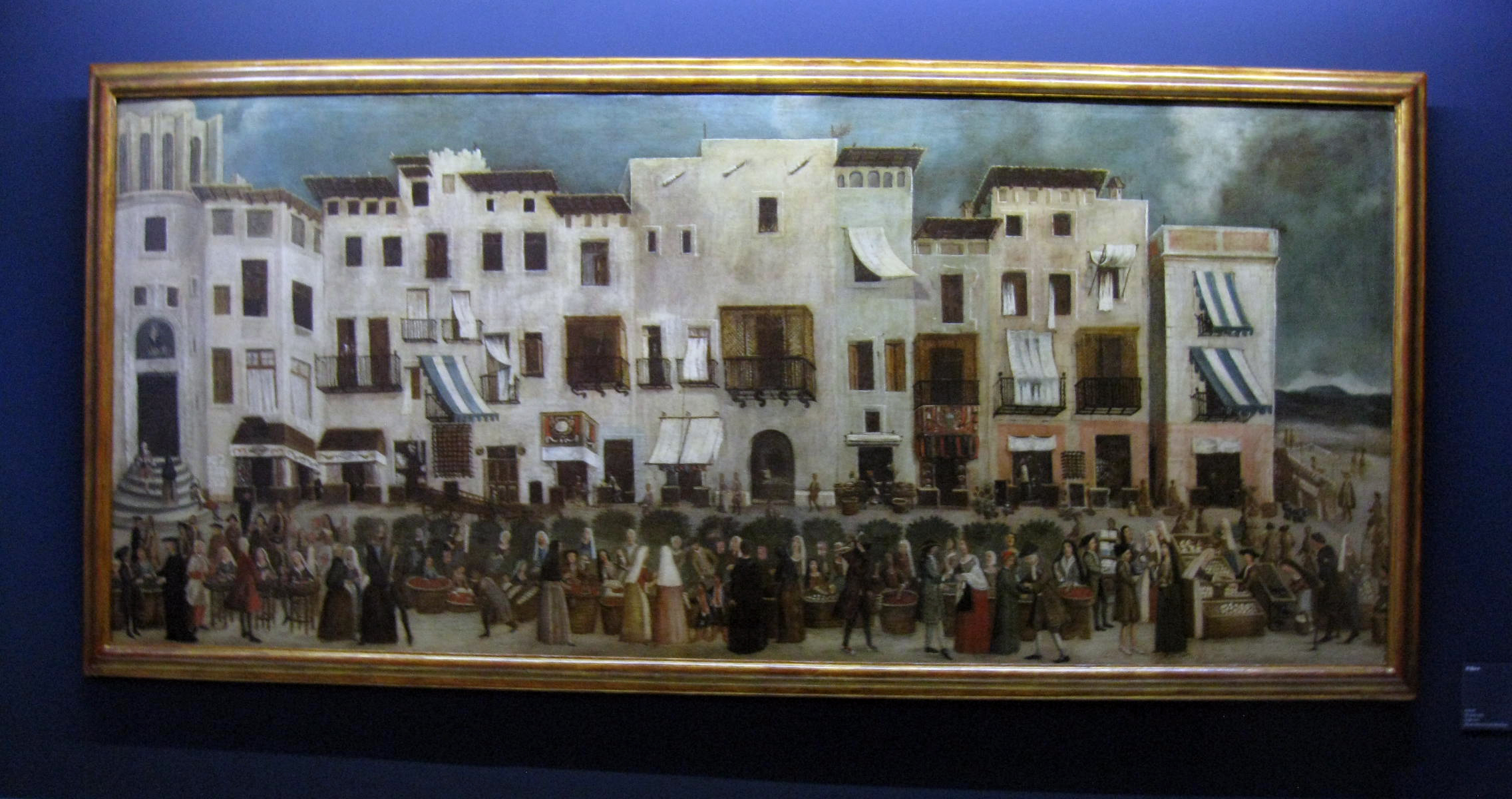
El passeig al

El passeig del Born és un passeig del barri del Born, al districte de Ciutat Vella de Barcelona, que s'estén entre l'antic Mercat del Born i l'església de Santa Maria del Mar.
El passeig del Born és un antic passeig medieval. Des del segle xiii s'hi celebraren torneigs, festes, fires i altres activitats. En el segle XVI s'hi executaven víctimes de la Inquisició. L'any 1714 va ser el lloc des d'on Villarroel va preparar el darrer atac de la cavalleria catalana per intentar expulsar l'artilleria enemiga que s'apropava a la ciutat. Posteriorment les tropes de Felip V l'ocuparen posteriorment al setge de Barcelona. Albert Garcia Espuche, historiador, defensa que el passeig del Born va ser la plaça major de Barcelona a finals del segle xvii i principis del xviii.
De l'època medieval se'n conserven poques restes, entre les quals la casa Meca; la majoria foren reconstruïdes o reformades durant els segles xviii-xix. Al passeig del Born hi ha diversos habitatges catalogats com a Bé Cultural d'Interès Local.